# لری بلایدن
لری بلایدن (انگلیسی: Larry Blyden; ۲۳ ژوئن ۱۹۲۵ – ۶ ژوئن ۱۹۷۵) بازیگر اهل ایالات متحده آمریکا بود.
از فیلم‌ها یا برنامه‌های تلویزیونی که وی در آن نقش داشته‌است می‌توان به در یک روز آفتابی همه جا را میتوانی ببینی اشاره کرد.
- مشارکت‌کنندگان ویکی‌پدیا. «Larry Blyden». در دانشنامهٔ ویکی‌پدیای انگلیسی، بازبینی‌شده در ۷ مه ۲۰۲۲.